# УДЗ (запал)

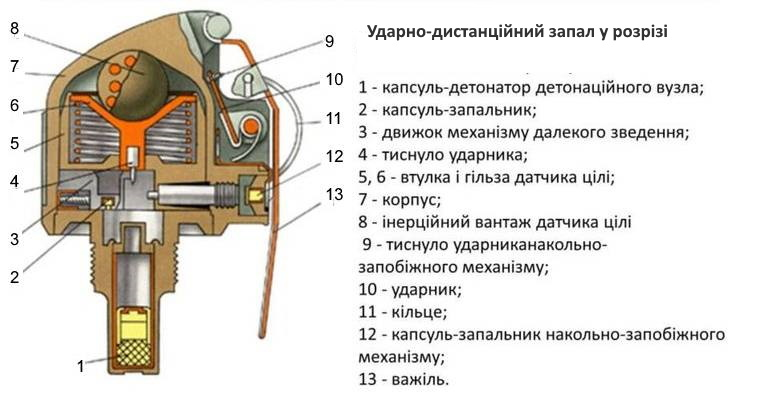
Ударно-дистанційний запал УДЗ

УДЗ (укр. Ударно-дистанційний запал) — радянський механічний запал, призначений для підриву ручних осколково-фугасних гранат РГО і РГН. Забезпечує спрацювання при зустрічі гранати з перешкодою в широкому діапазоні кутів за рахунок сили інерції гальмування або від дистанційно-часового пристрою.

## Будова
Має п'ять ступенів захисту і п'ять функціональних елементів всередині поліетиленового корпусу (п'ять пружин, два капсуля-запальника, два капсуля-детонатора), а саме:
- накольно-запобіжний механізм для займання сповільнювача і забезпечення безпечного поводження з гранатою
- механізм далекого зведення для підготовки гранати до дії через 1,0-1,8 с після кидка,
- датчик цілі ударно-миттєвої дії для забезпечення спрацювання запалу при ударі об перешкоду,
- дистанційний самоліквідатор для самопідриву гранати через 3,2-4,2 с, в тому випадку, якщо в силу будь-яких причин датчик цілі не спрацював,
- детонаційний вузол для ініціювання основного заряду гранати за допомогою капсуля-детонатора 7К1.

## Тактико-технічні характеристики
Габарити, мм — 43×58×90
Маса, кг — 0,08
Стикова різьба в гнізді гранати — М20×2
Час зведення, с — 1,0-1,8
Кут чутливості щодо осі запал-граната, ° — 0-150
Імовірність ударної дії (не менше) — 0,9
Загальна ймовірність безвідмовної роботи — 0,98.